# 토부스

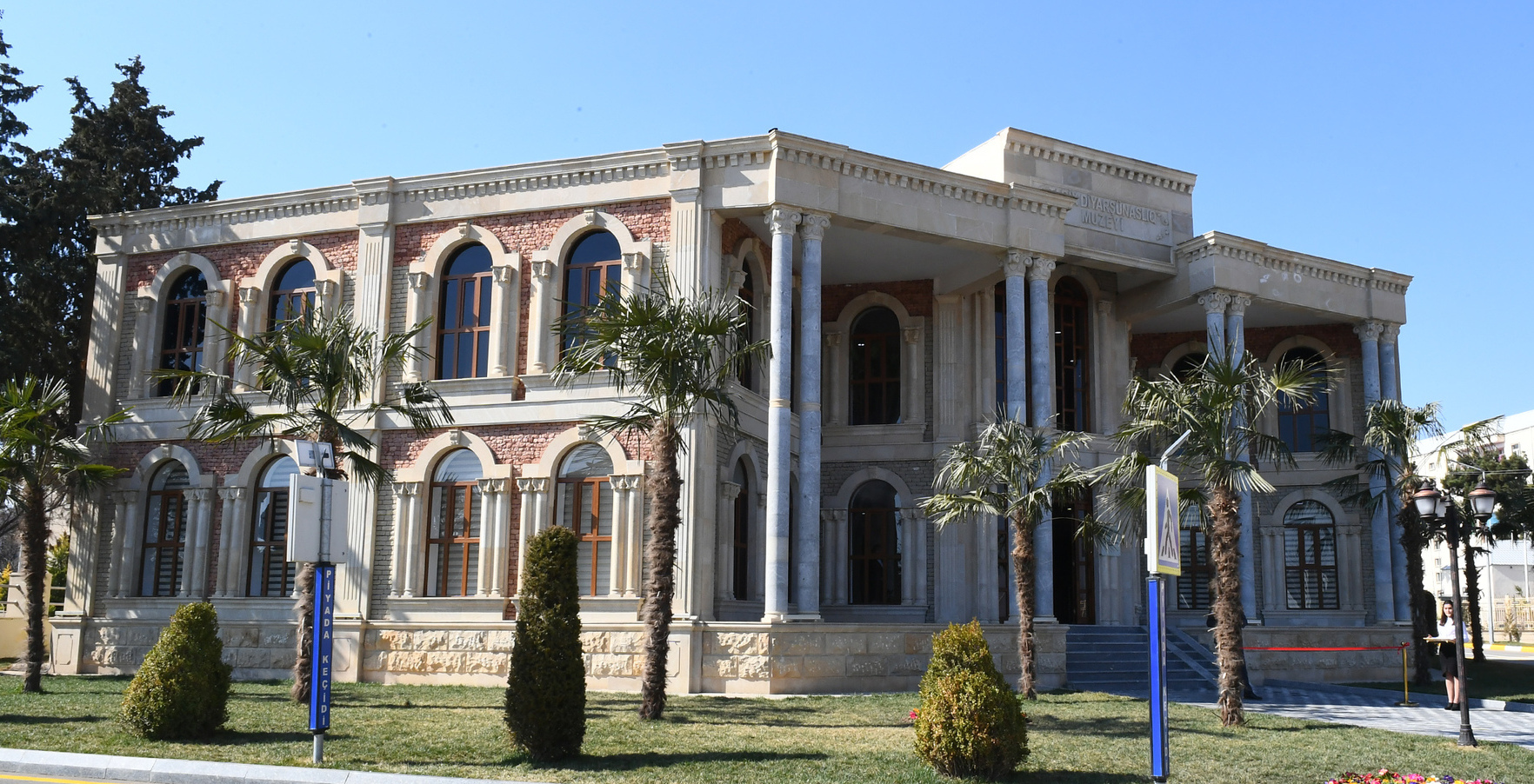

토부스(아제르바이잔어: Tovuz)는 아제르바이잔의 도시로 토부스 구의 행정 중심지이며 높이는 422m, 인구는 13,699명(2010년 기준)이다.